# Иноуэ, Кадзуро
Кадзуро Иноуэ (яп. 井上和郎 Иноуэ Кадзуро:) — известный японский художник комиксов, мангака. Родился 1 мая 1970 года в префектуре Тотиги (Япония). Первая работа — Dream Security Mao, первый манга-сериал — Heat Wave. Известность приобрёл благодаря своей работе Midori no Hibi, по которой был снят аниме-сериал. В настоящее время рисует мангу Aikora, которая печатается в журнале «Shonen Sunday» издательством Shogakukan. Вместе с Райку Макото работал ассистентом у Фудзиты Кадзухиро. Является поклонником японского актёра и певца Айкавы Сё. Кроме того, на творчество Иноуэ Кадзуро оказал влияние японский музыкант Одзава Кэндзи.

## Список работ
- Haru Ramman!
- Heat Wave
- Midori no Hibi
- Otone no Naisho (по рассказу Накаямы Бундзюро)
- Aoi Destruction!
- Aikora